# Opius persimilis
Opius persimilis är en stekelart som först beskrevs av Szepligeti 1913.  Opius persimilis ingår i släktet Opius och familjen bracksteklar. Inga underarter finns listade i Catalogue of Life.